# Алида Вали
Алида Вали (на италиански: Alida Valli) е италианска актриса.

## Биография
На 15-годишна възраст Алида се премества в Рим, където участва в експериментален филмов център, който обучава филмови актьори и режисьори. Нейният филмов дебют се състои в Италия през 1934 г. Постига първия си успех през 1939 г. след пускането на филма „Три хиляди лири на месец“. След много комедийни роли, Вали успешно се проявява като драматична актриса във филма „Малкият древен свят“ (1941). По време на Втората световна война Вали продължава да снима, играе главна роля във филмите „Addio Kira“ (1942) и „Ние сме живи“ (1942), базирани на автобиографичния роман „Ние сме живи“ на емигрантката от СССР Алиса Розенбаум, и също „Днес нищо ново“ (1942).
През 1944 г. Вали се жени за художника и композитор Оскар де Майо, от когото ражда двама сина: Карло и Лари. През 1952 г. двойката се развежда.
В края на 40-те години на 20. век я забелязва холивудският продуцент Дейвид Селзник, решил да превърне Вали във втората Ингрид Бергман. В Холивуд Алида Вали се появява в няколко филма на Алфред Хичкок и в „Третият човек“ (1949) на Карол Рийд.
В началото на 50-те години на 20. век се завръща в Европа, където по-късно се появява в много италиански и френски филми.
На филмовия фестивал във Венеция през 1997 г. актрисата е отличена с почетния „Златен лъв“ за дългогодишната си филмова кариера. За последен път на филмовите екрани се появява през 2002 г. във филма „Великата седмица“ с Мира Сорвино в главната роля.
В Италия Вали е известна и като театрална актриса. Има роли в пиесите на „Росмерсхолм“ на Хенрик Ибсен, „Хенри IV“ от Луиджи Пирандело, „Епитафът на Джордж Дилън“ от Джон Озбърн и „Изглед от моста“ на Артър Милър.
Алида Вали умира в дома си в Рим на 84-годишна възраст. Погребана е в римското гробище на Верано. Кметът на Рим Валтер Велтрони казва след смъртта ѝ: „Италианското кино загуби едно от най-ярките и най-изразителни лица“.

## Избрана филмография
| Година | Филм                    | Оригинално заглавие              | Роля                           | Режисьор               |
| ------ | ----------------------- | -------------------------------- | ------------------------------ | ---------------------- |
| 1946   | Йожени Гранде           | Eugenia Grandet                  | Йожени                         | Марио Солдати          |
| 1949   | Третият човек           | The Third Man                    | Ана Шмидт                      | Карол Рийд             |
| 1953   | Ние жените              | Siamo donne                      | Алида                          | Джани Франчиолини      |
| 1954   | Чувство                 | Senso                            | Контеса Ливия Серпиери         | Лукино Висконти        |
| 1957   | Викът                   | Il Grido                         | Ирма                           | Микеланджело Антониони |
| 1958   | Перли на лунна светлина | Les bijoutiers du claire de lune | Флорентин                      | Роже Вадим             |
| 1967   | Едип цар                | Edipo re                         | Меропе                         | Пиер Паоло Пазолини    |
| 1970   | Стратегията на паяка    | Strategia del ragno              | Драйфа                         | Бернардо Бертолучи     |
| 1972   | Първата спокойна нощ    | La prima notte di quiete         | Марчела Абати, майка на Ванина | Валерио Дзурлини       |
| 1976   | Двадесети век           | Novecento                        | Г-жа Пиопи                     | Бернардо Бертолучи     |